# Kuma monogonophora
Kuma monogonophora är en plattmaskart som först beskrevs av Westblad 1946.  Kuma monogonophora ingår i släktet Kuma och familjen Haploposthiidae. Arten är reproducerande i Sverige. Inga underarter finns listade i Catalogue of Life.